# Erich Gammelin
Erich Gammelin (* 1894; † 9. Dezember 1958 in Wiesbaden) war ein deutscher Luftfahrtkonstrukteur und leitender Mitarbeiter in verschiedenen deutschen Luftfahrtunternehmen der 1920/30er Jahre.

## Leben
Über die frühen Lebensjahre Gammelins liegen wenig belastbare Informationen vor. Er absolvierte ein Ingenieurstudium, nach dessen Abschluss er als Konstrukteur bei der Caspar-Werke mbH auf dem Priwall in Travemünde eintrat. Er übernahm 1922 die Leitung des dortigen Konstruktionsbüros von Ernst Heinkel sowie die Betriebsleitung des Werftbetriebs in Travemünde. Im Mai 1923 gründete Gammelin mit Artur Clasen die Mecklenburgische Ingenieurbüro GmbH in Schwerin.

### Dietrich Flugzeugwerk AG
Bereits im Dezember 1923 trat Gammelin dann aber als Produktionsleiter in die neu gegründete Dietrich-Gobiet Flugzeugwerk AG in Kassel ein. Unter Gammelin entstand aus einem Einzelmanufakturbetrieb ein strukturierter Serienmontagebetrieb mit Zulieferwerkstätten. Nach Streitigkeiten mit Richard Dietrich verließ Erich Gammelin gemeinsam mit anderen Führungskräften wie Antonius Raab, Kurt Katzenstein und dem Konstruktionsleiter Paul Hall im Herbst 1925 das Unternehmen.

### Raab-Katzenstein Flugzeugwerk GmbH und Raab Flugzeugbau oHG
Im November 1925 beteiligte sich Erich Gammelin bei der Gründung der Raab-Katzenstein Flugzeugwerk GmbH in Kassel, in dem er erneut die Leitung des Produktionsbetriebs, sowie des Konstruktionsbüros mit dem Chefkonstrukteur Paul Hall übernahm. Unter Führung Gammelins wurden Halls Konstruktionen in Hinblick auf Eignung für den Serienbaubetrieb und Wiederverwendbarkeit von Baugruppen in verschiedenen Konstruktionen ausgerichtet. Nachdem Paul Hall und sein Nachfolger Bauer das Unternehmen 1929 verlassen hatten, übernahm Erich Gammelin auch die Leitung des Konstruktionsbüros. Im Frühjahr 1930 begleitete Gammelin den Umzug des Unternehmens von Kassel nach Krefeld, wo das Unternehmen in Rheinische Luftfahrt-Industrie GmbH umbenannt wurde. Unter Gammelin entstand in Krefeld noch das Wettbewerbsflugzeug Raab-Katzenstein RK 29, das allerdings nicht mehr am geplanten Europa-Rundflug 1930 teilnahm, da das Unternehmen im Sommer 1930 zahlungsunfähig wurde.
Seit 1931 war Erich Gammelin in der kleinen Flugzeugreparaturwerkstatt von Antonius Raab in Krefeld tätig, aus der 1932 die Raab Flugzeugbau oHG entstand. Hier konstruierte Gammelin das Kabinenflugzeug Raab RK 25/32, das auf Basis einer verbliebenen Raab-Katzenstein RK 25 für die Teilnahme am Europa-Rundflug 1932 aufgebaut wurde. Gammelin und Raab beteiligten sich mit der Maschine am Rundflug, scheiterten jedoch bereits am ersten Rundflugtag durch Motorausfall. Danach trennten sich Gammelin und Raab.

### Sächsische Luftfahrt-Industrie GmbH
Erich Gammelin übernahm im Herbst 1932 die technische Leitung eines Flugzeug-Werbestaffel-Betriebs. Seit 1934 war Gammelin technischer Geschäftsführer der Sächsischen Luftfahrt-Industrie GmbH in Dresden. Hier entstand unter seiner Führung das umbaufähige Leichtflugzeug S.F.I.-Gammelin Ga.1, das im Herbst 1934 seinen Erstflug absolvierte. Gammelin verließ das Unternehmen 1934, nachdem das Reichsluftfahrtministerium kein Interesse an der Leichtflugzeugkonstruktion zeigte und eine Finanzierung für die Aufnahme des Serienbaus fehlte.

### Spätere Tätigkeiten
Seit November 1934 war Erich Gammelin auf verschiedenen Flugplätzen als Technischer Leiter tätig, ab 1935 für die Luftwaffe. Im November 1944 wechselte Gammelin zur G. Brasser KG in Zwickau.
Nach dem Krieg wurde Gammelin als Unternehmensberater für Produktionsabläufe und Betriebsoptimierungen tätig. Im Oktober 1958 bot ihm Antonius Raab nochmals die Produktionsleitung in dem neu gegründeten Flugzeugwerk Raab Flugzeugbau GmbH in Karlsruhe an. Wegen schwerer Erkrankung lehnte Gammelin das Angebot ab. Er verstarb am 9. Dezember 1959 in Wiesbaden im Alter von 65 Jahren.